# Stor-Svarttjärnen (Hackås socken, Jämtland, vid Rogsta)
Stor-Svarttjärnen är en sjö i Bergs kommun i Jämtland och ingår i Indalsälvens huvudavrinningsområde. Sjön har en area på 0,144 kvadratkilometer och ligger 347,3 meter över havet.

## Delavrinningsområde
Stor-Svarttjärnen ingår i det delavrinningsområde (697307-143674) som SMHI kallar för Mynnar i Storsjön. Medelhöjden är 346 meter över havet och ytan är 11,15 kvadratkilometer. Det finns inga avrinningsområden uppströms utan avrinningsområdet är högsta punkten. Vattendraget som avvattnar avrinningsområdet har biflödesordning 2, vilket innebär att vattnet flödar genom totalt 2 vattendrag innan det når havet efter 276 kilometer. Avrinningsområdet består mestadels av skog (81 procent). Avrinningsområdet har 0,52 kvadratkilometer vattenytor vilket ger det en sjöprocent på 4,7 procent.